# 沙赫布尼耶區

沙赫布尼耶區在麦迪亚省的位置

35°32′41″N 2°36′12″E / 35.54472°N 2.60333°E
沙赫布尼耶區（阿拉伯语：دائرة الشهبونية），是阿爾及利亞的行政區，位於該國北部，由麥迪亞省負責管轄，首府設於沙赫布尼耶，面積1,515平方公里，2008年人口39,429人，人口密度每平方公里26人。